# إيلين ريد (رسامة)
إيلين ريد (بالإنجليزية: Eileen Reid)‏ هي رسامة وعازفة بيانو أيرلندية، ولدت في 1894 في دبلن في جمهورية أيرلندا، وتوفي بنفس المكان في 8 أبريل 1981.